# Melville Green
Pour les articles homonymes, voir Green.
Melville Saul Green (1922 - 27 mars 1979) est un physicien spécialiste de la physique statistique. Il a travaillé sur la hiérarchie BBGKY (Bogolioubov, Born, Green, Kirkwood et Yvon) et est surtout connu pour ses résultats en physique statistique hors d'équilibre avec la relation de Green-Kubo. Ultérieurement il a travaillé sur les phénomènes de changement de phase et les groupes de renormalisation avec Anneke Sengers.

## Biographie
Green a étudié à l'université Columbia et à l'université de Princeton (1951) avec Eugene Wigner et Elliott Montroll. Il a fait la plus grande partie de sa carrière au National Bureau of Standards et a enseigné à l'université Temple à partir de 1968.
Il est co-éditeur des six premiers volumes de monographies Phase transitions and critical phenomena (au total vingt volumes).
Il s'est fortement impliqué dans la communauté juive, en particulier pour l'accueil des scientifiques quittant l'Union soviétique.

## Récompenses
- Guggenheim Fellowship for Natural Sciences, US & Canada[4] (1957, 1973).
- Médaille d'or du département du Commerce des États-Unis[5].